# 123RF

123RF의 로고

123RF은 인매진 그룹의 한 지점으로, 2005년에 설립된 스톡 이미지 에이전시로 로열티가 없는 이미지와 스톡 사진을 판매한다. 이 회사는 또한 벡터 그래픽, 아이콘, 글꼴, 비디오 및 오디오 파일의 광범위한 컬렉션을 보유하고 있다.